# L'Équipier (film, 2020)
Pour le film de 2004, voir L'Équipier (film, 2004).
Pour les articles homonymes, voir Équipier et The Racer.
Pour plus de détails, voir Fiche technique et Distribution.
L'Équipier (The Racer) est un film irlando-belgo-luxembourgeois réalisé par Kieron J. Walsh et sorti en 2020.

## Synopsis
Le Tour de France 1998 commence en Irlande. Dom Chabol, ancien espoir belge désormais en fin de carrière à 39 ans, est un « domestique » de Lupo « Tartare » Marino, qui vise le maillot jaune. À quelques jours du départ, il est néanmoins écarté de son équipe, après une réévaluation de la stratégie au sein de son écurie. Incertain pour son avenir, il entame une liaison avec Lynn, une jeune médecin irlandaise. Mais à la suite de problèmes de santé de l'un de ses coéquipiers, il est réintégré...

## Fiche technique
- Titre francophone : L'Équipier
- Titre original : The Racer
- Réalisation : Kieron J. Walsh
- Scénario : Ciaran Cassidy, Kieron J. Walsh et Sean Cook (écriture additionnelle)
- Musique : Hannes De Maeyer
- Photographie : James Mather
- Montage : Mathieu Depuydt et Nico Poedts
- Production : Yvonne Donohoe et Katie Holly
- Sociétés de production : Blinder Films, Calach Films, Caviar Films, Inevitable Pictures, RTÉ et Particular Crowd
- Pays de production :  Irlande,  Luxembourg et  Belgique
- Genre : drame
- Format : couleur
- Durée : 95 minutes
- Dates de sortie : 
  - Belgique : 9 septembre 2020
  - Irlande : 20 décembre 2020
  - France : 29 juin 2022

## Distribution
- Louis Talpe : Dominique Chabol
- Iain Glen (VF : Stefan Godin) : « Sonny » McElhone
- Tara Lee : Dr Lynn Brennan
- Matteo Simoni : Lupo « Tartare » Marino
- Timo Wagner : Stefano Drago
- Diogo Cid : Enzo
- Ward Kerremans : Lionel Dardonne
- Paul Robert : Erik Schultz
- Anthony Mairs : Tony
- Ozan Saygi : Yilmaz
- Sebastian Collet : Karlson
- Clarissa Vermaark : Emilie Chabol
- Damian Bushe : Barman
- Molly McCann : Orla
- Lalor Roddy : Peter Brennan
- Reamonn O'Byrne : oncle John

## Accueil
Le film a reçu un accueil mitigé de la critique. Il obtient un score moyen de 54 % sur Metacritic.